# Anyphaena furva
Anyphaena furva là một loài nhện trong họ Anyphaenidae.
Loài này thuộc chi Anyphaena. Anyphaena furva được František Miller miêu tả năm 1967.